# موتور اشتعال جرقه‌ای
موتور اشتعال جرقه‌ای (به انگلیسی: Spark-ignition engine) به موتورهای درون‌سوزی (معمولاً موتور بنزینی) که در آن فرایند احتراق مخلوط سوخت هوا با جرقه شمع انجام می‌شود.
این سامانه درموتورهای دیزل جاییکه فرایند احتراق با حرارت ناشی از فشار متوالی است کاربرد ندارد.